# 劉立倫
劉立倫（1956年－），前中華民國政府官員、臺灣國際財務管理學者，畢業於陸軍財經學校67年班、國立政治大學碩、博士，現任中原大學政府計畫專案推動辦公室執行長與名譽教授，曾任國防部參事（簡任十二職等）、中原大學商學院院長、中原大學總務長、中原大學副學務長、中原大學會計系主任、中原大學商博學程主任、全國大專運動會執委會執行長、御頂公司獨董、宏森公司獨董、行政院主計總處委員、高評中心國防學門規劃委員、臺灣前途展望協會及國安促進協會理事、國政基金會及美國麥克阿瑟安全研究中心（今國立政治大學TCSS）特約研究員等職，目前任教於中原大學會計系。

## 專書
- 劉立倫、謝景光（1988）。《會計學》。臺北縣：華興書局。
- 劉立倫（2003）。《管理概論》。臺北市：三民書局。
- 劉立倫（2005）。《國防財務資源管理》。臺北縣：揚智文化。
- 劉立倫（2007）。《財務報表分析：理論與實務》。臺北縣：揚智文化。

## 論文
- 劉立倫（1991）。《工作特性、結構特性、組織控制型態、與控制失誤—以工作織位為分析單位之研究》。國立政治大學企業管理學系博士論文。
  - 指導教授：司徒達賢、高孔廉。
  - 司徒達賢、劉立倫、高孔廉（1991）。〈工作技術、結構特性、與組織控制型態與控制失誤〉。《管理評論》，10（1）：157-182。
- 劉立倫（1984）。《由決策攸關性論透視模型在會計上的應用及其評估》。國立政治大學會計系碩士論文。
  - 指導教授：鄭丁旺。

## 政府計畫專案
- 國防部
  - 《我國國防預算結構之分析研究》（1996）
- 行政院研究發展考核委員會
  - 《擴充實施募兵制之相關配套措施》（2007）
  - 《實施募兵制對替代役制度之影響評估》（2011）
- 國家發展委員會
  - 《全募兵後替代役變革方向之研究》（2014）
- 國軍退除役官兵輔導委員會
  - 《配合國防全募兵制有關退輔制度之調整》（2009）
  - 《實施募兵制對退伍軍人輔導體系影響之研究》（2009）

## 觀點
2024年6月25日，前促進轉型正義委員會主任委員、現任國立清華大學台北政經學院董事長黃煌雄召開和平與安全中心「2024國防評估報告」發布記者會，邀請前參謀總長李喜明上將、前國防部參事劉立倫出席。劉立倫指出，如果想確認我國預算編列額度是否足以因應國防需求，就需要和其他國家進行比較，比較對象包含敵對國家、面臨軍事威脅或領土衝突的國家、和我國防預算規模相近的國家以及軍事先進國家，當我國國防預算不採計特別預算時，年度預算平均成長率卻只有3.48%，加上特別預算，平均成長率則為6.66%，可見近8年來我國國防預算相當仰賴特別預算，常態性預算的不足恐怕會對國防戰略長期發展產生不良影響。劉立倫提醒，現代化的部隊是以武器系統為核心，如果養軍隊的費用佔比居高不下，買高科技武器的預算恐怕會被排擠掉，這8年來，人員維持經費高達43%至48%，都沒有低於40%，不過，一旦加上特別預算，人員維持經費就降到35%，可是，不可能老是每年編特別預算，今年有錢，明年卻又斷炊，這樣可不行。劉立倫表示，一年期義務役實施之後，役男人數將增加到5萬3600人左右，這代表人員維持經費又大幅提高了，而且，後勤補保和訓練費用也會跟著增加，他說：『這個承諾裡面包括什麼呢？包括每人射擊實彈800發、使用模擬器、新型武器的操作如紅隼火箭彈、刺針飛彈、標槍飛彈及無人機等，這是過去義務役士兵基本上沒有什麼機會操作的，你如果要加新式武器進來，作業維持費也會上來，人員維持費上來了，作業維持費也上來了，最後的結果就是排擠掉軍事投資經費。你今（2024）年編了特別預算以後，明（2025）年就沒有了，所以這種建軍的方式，其實對我們來講，對國家來講，其實是一個不利的方式啦。』2023年維持經費為新台幣1786億元，2029年以後可能要額外增加168億元的人員維持經費，若再加上國防部承諾的訓練項目，將排擠到軍事投資經費，陷入軍事投資與特別預算糾結的惡性循環。臺灣是否要持續走傳統戰爭思維的老路，值得主政者深切思考。